# 入
入 (entrer, insérer) est un kanji composé de 2 traits. Il fait partie des kyōiku kanji de 1re année.
Il se lit ニユウ (nyū) ou ジユ (ju) en lecture on et い.る (i.ru) ou はい.る (hai.ru) en lecture kun.

## Exemples
- 入る (hairu) : entrer, pénétrer.
- 入れる (ireru) : faire entrer.
- 注入 (chuunyuu) : injection.
- 日の入り (hino iri) : coucher du soleil.
- 入れ墨 (irezumi) : tatouage.
- 入口 (iriguchi) : entrée (d'un magasin).